# Los pazos de Ulloa (serie de televisión)
Los pazos de Ulloa es una serie de televisión basada en la novela homónima, publicada en 1886, y en Madre Naturaleza, de la escritora Emilia Pardo Bazán. Fue producida por Midega Film en colaboración con Cía. Iberoamericana de T.V. para Televisión Española en coproducción con R.A.I. (Rete 1). Fue estrenada en el primer canal de Televisión Española en 1985 y emitida en otros países como Uruguay o Argentina.
El guion lo firmaron Manuel Gutiérrez Aragón, Gonzalo Suárez y Carmen Rico-Godoy.
Fue rodada en Santiago de Compostela, El Espinar, Pazo de Gondomar, Puenteareas, Tuy y en los Estudios Luis Buñuel de Madrid.
El 29 de abril de 2009 la serie fue reestrenada en la página web de Radio Televisión Española, donde se pudeen ver íntegros todos los capítulos de forma permanente y gratuita.

## Argumento
Galicia, 1880. A los Pazos de Ulloa, un lugar del interior de Galicia, llega el sacerdote Julián (José Luis Gómez), a la hacienda del Marqués don Pedro (Omero Antonutti), un señor feudal empobrecido y corrupto, quien se ve impelido a casarse con Nucha (Victoria Abril), una señorita de la ciudad, prima suya, quien se sentirá incómoda en el ambiente rural del los Pazos. Sabela (Charo López), la criada, con quien el Marqués ha tenido un hijo bastardo, es la figura opuesta a la frágil Nucha

## Premios
Premios TP de Oro 1985
| Categoría            | Persona              | Resultado |
| -------------------- | -------------------- | --------- |
| Mejor serie nacional | Mejor serie nacional | Ganadora  |
| Mejor actriz         | Charo López          | Ganadora  |

Fotogramas de Plata 1985
| Categoría                      | Persona                        | Resultado           |
| ------------------------------ | ------------------------------ | ------------------- |
| Mejor intérprete de televisión | Victoria Abril José Luis Gómez | Candidata Candidato |